# Wydma szara
Wydma szara – rodzaj wydm nadmorskich, częściowo ustabilizowana wydma (tzw. ustalana) pokryta ubogą roślinnością, z zaczątkiem procesów glebotwórczych.

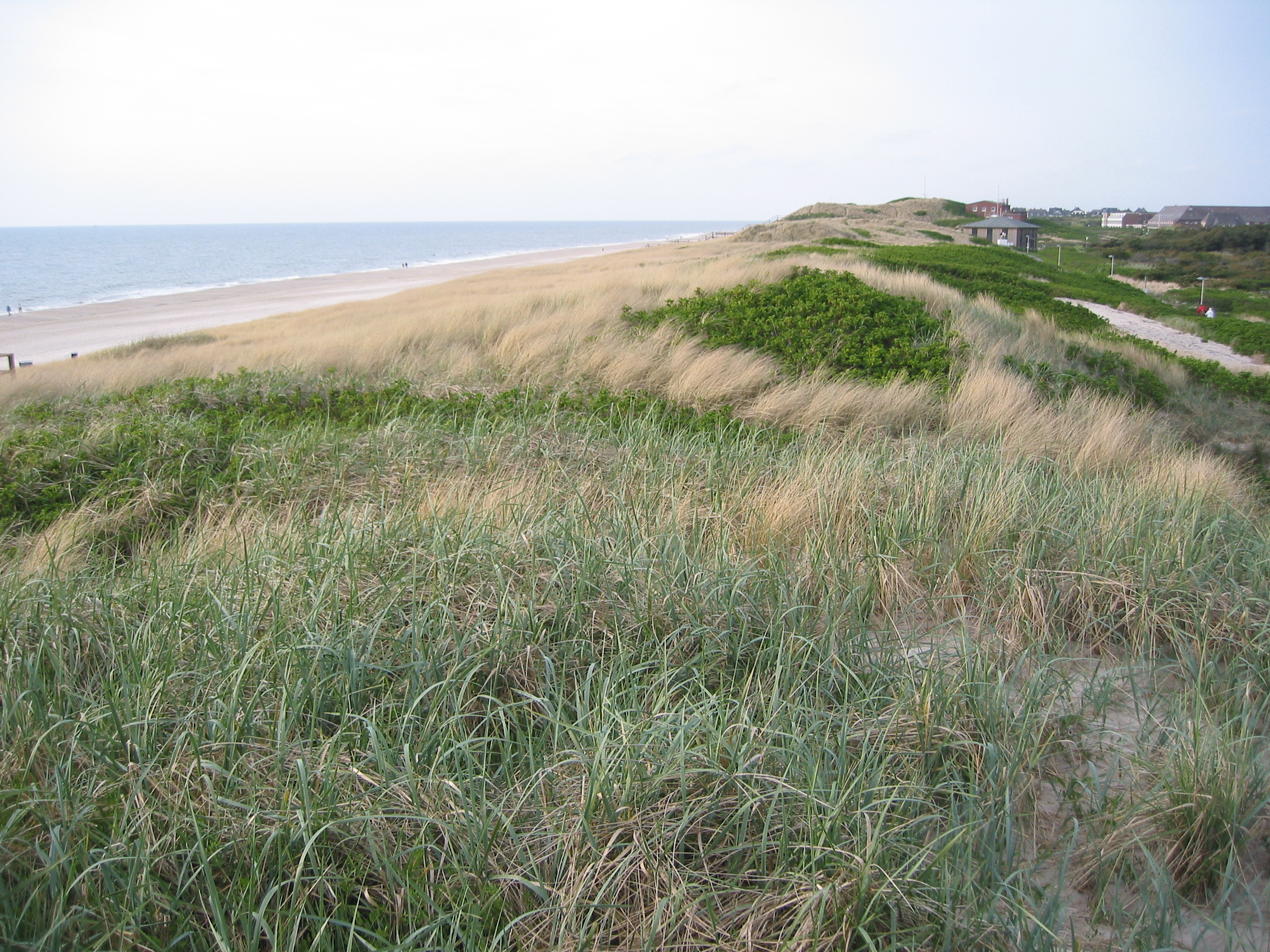
Wydma szara na wyspie Sylt

W układzie przestrzennym oraz ciągu sukcesyjnym wydmy szare zajmują miejsce pomiędzy wydmami białymi a utrwalonymi formami lądowymi (wydmy brunatne pokryte nadmorskim borem sosnowym lub wrzosowiskiem brusznicowo-bażynowym). Wydmy szare nazwę biorą od małych ilości substancji prochniczych tworzących arenosole. Częściowo pokryte są ubogimi, ale stosunkowo zwartymi zbiorowiskami roślinnymi – suchymi murawami i wrzosowiskami. Rzadko pojawiają się drzewa (sosna zwyczajna, brzoza brodawkowata). Dobrze rozwinięta bywa warstwa porostowo-mszysta (zwłaszcza chrobotki). Zasiedlające wydmę szarą gatunki mają właściwości psammofityczne, a odległość od morza jest na tyle duża, że zasolenie podłoża jest niskie. Głównym zbiorowiskiem roślinnym wydmy szarej jest murawa psammofilna z kocankami i jasieńcem Helichryso-Jasionetum litoralis. Jest ona zaliczana do muraw szczotlichowych, gdyż głównym składnikiem jest szczotlicha siwa (Corynephorus canescens). Oprócz tego występuje turzyca piaskowa (Carex arenaria), jasieniec piaskowy (Jasione montana var. littoralis), kocanki piaskowe (Helichrysum arenarium), a także piaskownica zwyczajna (Ammophila arenaria) jako pozostałość pionierskich stadiów zasiedlania wydmy białej i in. Na bogatszych w substancje humusowe stanowiskach rozwija się suche wrzosowisko bażynowe (Carici arenariae-Empetretum nigri), w którym pojawiają się wrzosowiskowe krzewinki.

## Zagrożenia i ochrona
Ze względu na ochronę wybrzeża przed procesami abrazyjnymi i eolicznymi, wydmy szare są często stabilizowane przez nasadzenia drzew i krzewów, często obcych (kosodrzewina, dzika róża, wierzba, sosna czarna, sosna wejmutka) oraz utrwalanie faszyną, co zmienia nie tylko skład gatunkowy, ale także warunki edaficzne i zaburza ciąg sukcesyjny.
Zespół na potrzeby inwentaryzacji obszarów Natura 2000 oznaczony jako podtyp siedliska przyrodniczego nr 2140 (nadmorskie wrzosowiska bażynowe) oraz nr 2130 (nadmorskie wydmy szare).